# Plătărești (okręg Călărași)
Plătărești – wieś w Rumunii, w okręgu Călărași, w gminie Plătărești. W 2011 roku liczyła 1711 mieszkańców.